# Malègue 44-53
Le malègue 44-53, abrégé en 44-53 M, est un cépage créé pour servir de porte-greffe à la vigne.

## Origine
Le 44-53 M est issu de l'hybridation de Vitis riparia et de malègue 144 réalisé en 1900.

## Caractères ampélographiques
Les inflorescences sont mâles. Elles ne donnent donc pas de raisin.